# Flipperspil
Et flipperspil er et elektronisk spil af typen arkadespil. Det går ud på, at med én (sommetider flere) løsgående metalkugle på en skrånende spilleflade med forskellige forhindringer og mål, at få point ved at ændre kuglens retning med hjælp af flipper. Flipperne, som der er mindst to af (på højre og venstre side), er som oftest længst nede på spillefladen og slår opad når spilleren trykker flippermaskinens knapper. Mellem dem findes et hul, og havner bolden dér er spillet ovre; derfor kan man opfatte spillet som at man forsøger at holde bolden i spil så længe som muligt.